# Amalasuntha
Amalasuntha (alternativt Amalasuentha, Amalasuintha, Amalaswintha eller Amalasventa), född cirka 498, död 535 i Toscana, var en ostrogotisk drottning. Hon var ostrogoternas regent som sin sons förmyndare 526–534, och regerande drottning 534–535. 

## Biografi
Amalasuntha var den tredje dottern till Theoderik den store och Audofleda. Hon gifte sig år 515 med Eutharik, en ostrogot av den amaliska ätten och som tidigare vistats i Spanien (se visigoter). Hennes make dog förmodligen tidigt i äktenskapet och efterlämnade två barn – sonen Adalrik och dottern Matasuentha.

### Regentskap
När Amalasunthas far Theoderik dog år 526, efter 33 år på tronen, kom hennes tioårige son att efterträda honom och med Amalasuntha som förmyndarregent. Theoderik hade visserligen fått en romersk uppfostran men inte ens lärt sig skriva sitt eget namn, ansåg skolning ovärdig den gotiska krigarklassen och motarbetade att barnen skolade sig. Amalasuntha, som själv var bildad, fostrade sin son annorlunda. 
Detta misshagade de gotiska ädlingarna, och Amalasuntha kom i konflikt med flera av dem. Åtminstone tre framstående medborgare dömdes till döden 533, när hon misstänkte att de intrigerade mot henne. Samtidigt förde den östromerskt allierade Amalasuntha förhandlingar med kejsar Justinianus I om att få flytta till Konstantinopel, och erbjöd att föra med sig den kungliga skatten om hon skulle bli avsatt.
När fadern Theoderik avled, sviktade den gotiska makten i västra Medelhavsområdet. I väster försvagades visigoternas makt norr om Pyrenéerna, och det ostrogotiska riket i Italien och Provence hamnade i krig med det expansiva Östromerska riket under Justinianus I.

### Drottning
Adalrik dog i oktober 534, men detta förändrade inte situationen nämnvärt; Amalasuntha kvarstod vid makten och efterträdde nu sin son som regerande drottning och monark. Som medregent inbjöd nu Amalasuntha sin kusin Theodahad (dock inte som make; Theodahad var redan gift, och hans maka var fortfarande i livet) för att stärka sin position och kunna behålla den reella makten.

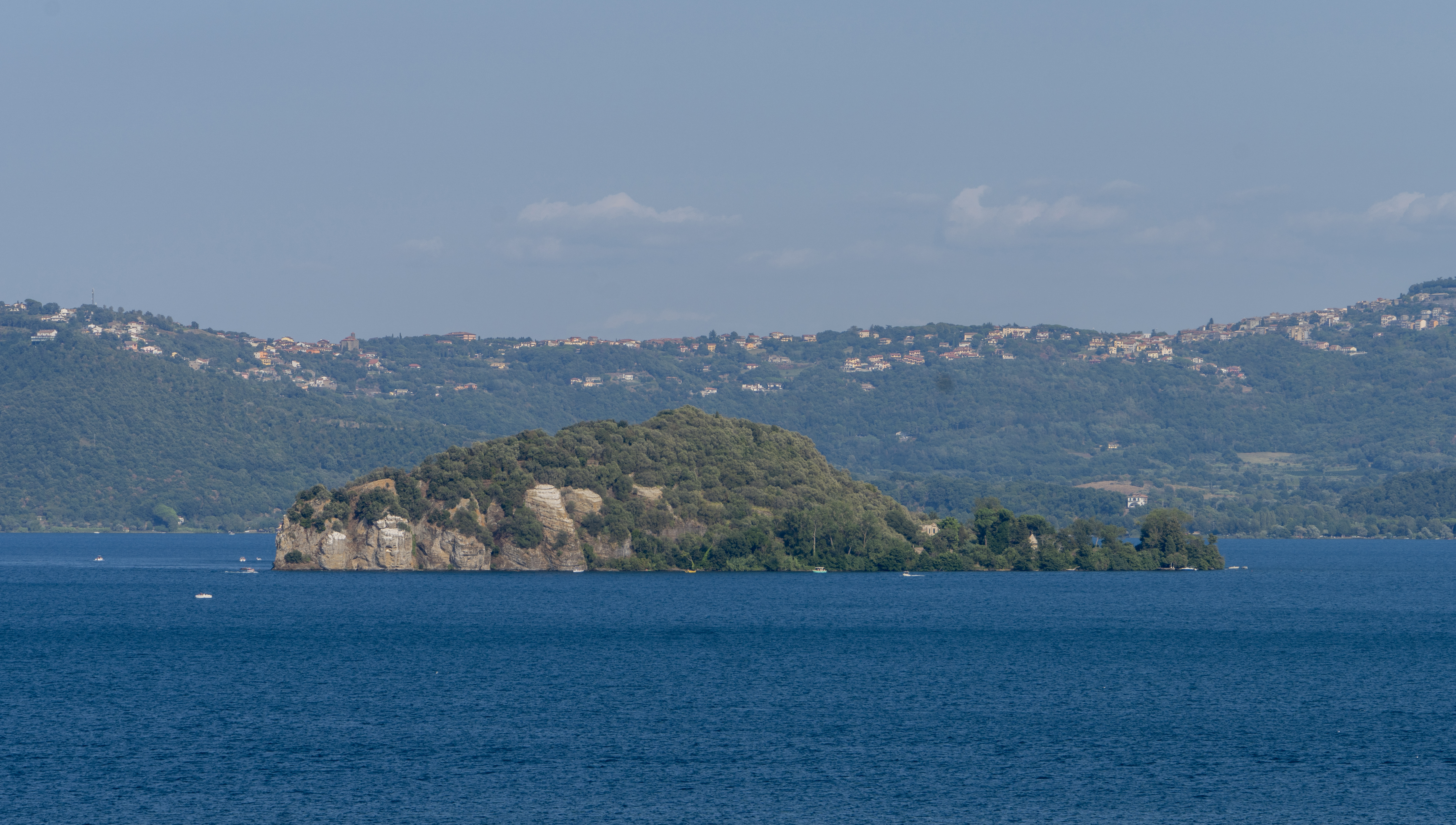
Ön Martana i Bolsenasjön, där Amalasuntha miste livet.

Theodahad verkar ha förrått Amalasuntha, under inflytande av kretsar som motsatte sig Amalasunthas Östrom-vänliga politik. Han antingen beordrade eller tillät att hon fängslades och fördes till en ö i den toskanska Bolsenasjön. Ett halvår senare mördades hon i badet, enligt uppgift genom att bli strypt av släktingar till de adelsmän hon lät avrätta i kuppförsöktet två år tidigare.

### Efterspel
Adalriks och Amalasunthas död framkallade en regeringskris i det ostrogotiska riket, som under kort tid hade två kungar – Theodahad och Witigis. De frankiska kungarna, som var allierade med Amalasuntha, uppmärksammade det hela. Samtidigt tog östromerske kejsaren Justinianus I tillfället i akt att skicka invasionsstyrkor ledda av general Belisarius, eftersom han efter Romulus Augustulus död såg sig som rättmätig arvtagare till hela Romerska riket.

## Eftermäle
De viktigaste källorna till Amalasunthas liv är skrifter av Cassiodorus (som tjänade henne som minister), Prokopios och Jordanes.
Asteroiden 650 Amalasuntha är uppkallad efter henne. Även nedslagskratern Amalasuntha på planeten Venus är namngiven efter henne, vilket gjordes 1991.